# Il canto della vita (film)
Il canto della vita è un film del 1945 diretto da Carmine Gallone.

## Trama
Per sfuggire alle retate dei tedeschi, Giacomo un giovane di ricca famiglia si nasconde in una grotta, dove ogni giorno Giovanna che lavora per il padre di lui Cesare gli porta i viveri. Durante una di queste visite la donna gli cede, ma a guerra finita il giovane non vuole più saperne di lei e sposa Maria una donna aristocratica, mentre la ragazza dà alla luce un figlio suo. Dopo qualche tempo la moglie del giovane muore senza aver dato un nipote ai suoceri. Quando il nonno scopre che invece uno ne esiste, impone al figlio di condurre in famiglia la donna e il figlio. Il giovane accetta di buon grado la proposta.

## Produzione
Il film, ascrivibile al filone drammatico-sentimentale comunemente detto strappalacrime (poi ribattezzato dalla critica con il termine neorealismo d'appendice), molto in voga in Italia tra il pubblico negli anni del secondo dopoguerra (1945-1955).
Venne girato negli studi della Scalera Film a Roma, ed iscritto al Pubblico registro cinematografico con il n. 543.
L'aiuto regista era Tullio Covaz, l'assistente era Armando Grottini.

## Distribuzione
Il film venne distribuito nel circuito cinematografico italiano dalla Minerva Film il 15 dicembre del 1945.

## Accoglienza
Il film incassò 51.600.000 lire dell'epoca.